# Ribeira Fria
Ribeira Fria es una localidad caboverdiana del municipio de Porto Novo.

## Geografía
La localidad está situada en la isla Santo Antão.

## Organización territorial
La localidad abarca los lugares y barrios de:
- Cavouco
- Chã de Besta
- Chã de Mindelo
- Chã de Salina
- Chã de Tambarina
- Cruz
- Fonte Cruz
- João Dias
- Lombo Tanque
- Várzea de Tapume
- Vila Nova